# Weatherby Lake (Misuri)
Weatherby Lake es una ciudad ubicada en el condado de Platte en el estado estadounidense de Misuri. En el Censo de 2010 tenía una población de 1723 habitantes y una densidad poblacional de 497,2 personas por km².

## Geografía
Weatherby Lake se encuentra ubicada en las coordenadas 39°14′4″N 94°41′46″O / 39.23444, -94.69611. Según la Oficina del Censo de los Estados Unidos, Weatherby Lake tiene una superficie total de 3.47 km², de la cual 2.66 km² corresponden a tierra firme y (23.24%) 0.81 km² es agua.

## Demografía
Según el censo de 2010, había 1723 personas residiendo en Weatherby Lake. La densidad de población era de 497,2 hab./km². De los 1723 habitantes, Weatherby Lake estaba compuesto por el 95.12% blancos, el 0.75% eran afroamericanos, el 0.52% eran amerindios, el 1.45% eran asiáticos, el 0.06% eran isleños del Pacífico, el 0.7% eran de otras razas y el 1.39% pertenecían a dos o más razas. Del total de la población el 3.19% eran hispanos o latinos de cualquier raza.